# Гранат, Бьёрн
Бьёрн Йёста Триггве Гранат (швед. Björn Gösta Tryggve Granath; 5 апреля 1946, Гётеборг, Вестра-Гёталанд — 5 февраля 2017, Стокгольм) — шведский актёр театра и кино, сценарист и театральный режиссёр.

## Биография
Изучал литературу и историю театра, играл различные роли в спектаклях. С 1967—1975 годы работал в Teater Narren в Стокгольме. Участвовал в протестах 1968 года. В 1980—1985 годы проводил мероприятия в театре «Синяя птица», а с 1987 года начал принимать участие в постановках Королевского драматического театра. 
С 1999 года являлся членом Национального театра. 
Также являлся театральным режиссёром. В 1997 года он выступил сценаристом к короткометражному фильму «Харальд и Харальд». Играл в фильмах и сериалах.

## Избранная фильмография
| Год  |   | Русское название                            | Оригинальное название             | Роль                  |
| ---- | - | ------------------------------------------- | --------------------------------- | --------------------- |
| 1979 | ф | Ты с ума сошла, Мадикен!                    | Du är inte klok, Madicken         | папа Юнас             |
| 1980 | ф | Мадикен из Юнибаккена                       | Madicken på Junibacken            | папа                  |
| 1987 | ф | Пелле-завоеватель                           | Pelle Erobreren                   | Эрик                  |
| 1991 | ф | Бык                                         | Oxen                              |                       |
| 1992 | ф | Благие намерения                            | Den goda viljan                   | Оскар Окерблом        |
| 1995 | ф | Последний вздох                             | Sista skriket                     | Георг аф Клекер       |
| 1996 | ф | Иерусалим                                   | Jerusalem                         | Сторм                 |
| 1997 | ф | Глаз хищника                                | Ørnens øje                        | епископ Эскил         |
| 2000 | ф | Неверная                                    | Trolösa                           | Густав                |
| 2002 | ф | Элина, словно меня и не было                | Elina – som om jag inte fanns     | врач                  |
| 2003 | ф | Негр-погорелец                              | Svidd neger                       | священник             |
| 2003 | ф | Зло                                         | Ondskan                           | директор школы        |
| 2005 | ф | Избранный                                   | Den utvalde                       | Эрик Сван             |
| 2009 | ф | Девушка с татуировкой дракона               | Män som hatar kvinnor             | Густав Морель         |
| 2010 | ф | Звуки шума                                  | Sound of Noise                    | руководитель больницы |
| 2010 | ф | Американец                                  | The American                      | второй охотник        |
| 2011 | с | Чудесное путешествие Нильса с дикими гусями | Nils Holgerssons wunderbare Reise | администратор         |
| 2012 | ф | Последнее завещание Нобеля                  | Prime Time                        | Эрнст Эрикссон        |
| 2014 | ф | Харольд здесь                               | Her er Harold                     | Ингвар Кампрад        |
| 2015 | с | Мост                                        | Bron                              | Челль                 |
| 2017 | ф | Борг/Макинрой                               | Borg vs. McEnroe                  | Бенгт                 |
| 2017 | ф | Kingsman: Золотое кольцо                    | Kingsman: The Golden Circle       | король Швеции         |

## Личная жизнь
Бьёрн Гранат был женат на сценографе Анне-Маргрет Фирегорд (род. в 1948 году). У них есть двое детей: дочь родилась в 1984, сын — в 1987 году.

## Смерть
Умер от непродолжительной болезни 5 февраля 2017 года.

## Награды
- 1988: Премия Европейской киноакадемии в номинации Лучший актёр второго плана в фильме «Пелле-завоеватель»